# Этническая организация освобождения Лаоса
Этническая организация освобождения Лаоса (лаос. ຊົນເຜເປີດເສລີການຈັດຕັ້ງຂອງລາວ; англ. Ethnic Liberation Organization of Laos) — лаосское антикоммунистическое повстанческое движение хмонгов. Учреждена в 1985 под руководством Чонг Зуа Хэ и Па Као Хэ на основе боевых отрядов Чао Фа. Вела вооружённую борьбу против режима НРПЛ. Участвовала в создании Демократического Интернационала антикоммунистических партизанских движений. Прекратила существование после гибели Па Као Хэ.

## Предыстория
В 1975 гражданская война в Лаосе привела к власти в Лаосе партию НРПЛ. Был установлен коммунистический режим просоветского и провьетнамского толка. Антикоммунистические силы, в том числе остатки «Секретной армии» генерала Ванг Пао, укрылись в труднодоступных районах или отступили в Таиланд. Сам Ванг Пао перебрался в США и возглавил лаосскую политэмиграцию. Наиболее активные антикоммунисты, прежде всего хмонгские, продолжили вооружённую борьбу. Позиция властей в отношении хмонгов (лаосские коммунисты считали представителей этой народности сообщниками Ванг Пао и пособниками ЦРУ), жестокие репрессии и расправы не оставляли иных возможностей, кроме бегства или сопротивления.
Среди лидеров повстанческого сопротивления заметны были Чонг Зуа Хэ и Па Као Хэ — последователи духовного лидера хмонгов Шон-лы Я. Они стояли во главе хмонгского религиозно-политического движения Чао Фа. Вскоре в единоличные лидеры выдвинулся «хмонг-оперативник» Па Као Хэ.
Отряды Чао Фа являлись основной силой сопротивления. Они организовали серию атак против правительственных сил и вьетнамских экспедиционных войск. Боевые действия велись преимущественно в провинциях Сиангкхуанг и Сайнябули. Штабная повстанческая база располагалась на горе Фубиа. Тыловыми базами, сосредоточениями резервов и логистическими центрами служили лагерь хмонгских беженцев Бан-Винай и буддийский монастырь Ват Тхам Крабок на территории Таиланда. В конце 1970-х поддержку лаосским антикоммунистам оказывали коммунистические власти КНР, заинтересованные в военном давлении на Вьетнам. Па Као Хэ направлял боевиков на военное обучение в Китай и получал оснащение от китайских военных (значительная часть изымалась таиландскими властями).

## Организация
Военно-политическая активность бойцов Па Као Хэ сделала его авторитетной фигурой, сопоставимой с Ванг Пао. 2 июня 1985 Па Као Хэ участвовал в международной конференции антикоммунистических партизанских движений Джамбори. Переговоры о сотрудничестве провёл с Па Као Хэ руководитель американского Совета за мировую свободу, видный деятель ВАКЛ генерал Джон Синглауб.
Укрепив свои имиджевые и политические позиции, в октябре 1985 Па Као Хэ объявил о создании нового хмонгского движения — Этнической организации освобождения Лаоса (ELOL).  Формально председателем ELOL являлся Зонг Зуа Хэ, известный активист Чао Фа, но реальное руководство находилось в руках Па Као Хэ. С 1999 (после кончины Зонг Зуа Хэ) Па Као Хэ официально занял председательский пост. Вторую позицию в организации занимал его сын Тау Хэ. 
ELOL присоединилась к созданному под эгидой Ванг Пао Объединённому национальному фронту освобождения Лаоса (Neo Hom). Идеология ELOL основывалась на хмонгском национализме, культурных и религиозных традициях в версии Чао Фа, крайнем антикоммунизме. При этом важное место занимали племенные полумистические мотивы — идея грядущего «королевства хмонгов», непоколебимая верность ожидаемому королю.
Кадровый актив и членская база формировались среди боевиков Чао Фа и многочисленных беженцев из Лаоса, осевших в Таиланде. К 1990 удалось сформировать политическую структуру и организованные вооружённые силы численностью до 4 тысяч человек (количество членов Чао Фа доходило до 20 тысяч). Бойцы были вооружены автоматами АК-47, советскими гранатомётами РПГ-2, РПГ-7 и американскими M79, 60-мм миномётами.
Формирования ELOL активно участвовали в повстанческом наступлении конца 1989. Вывод вьетнамских войск был воспринят как шанс одержать военную победу. Воодушевляя соратников, Па Као Хэ объявил себя королём хмонгов. Повстанцы смогли добиться некоторых тактически успехов: атаковали гарнизоны, перерезали стратегические трассы. Однако правительственные силы располагали значительным превосходством в численности и вооружении, монопольным господством в воздухе. В начале 1990 военная авиация уничтожила повстанческие базы. Наступление было остановлено, повстанческие отряды разбиты.
В 1991 ELOL была переименована в Демократическую партию Чао Фа. Движение откололось от Neo Hom Ванг Пао и пережило ряд расколов. Группа Па Као Хэ по-прежнему делала ставку на вооружённую борьбу с режимом. Атаки ELOL продолжались до начала 2000-х годов. По мере нормализации лаосско-таиландских и лаосско-китайских отношений эти действия становились всё более затруднены.

## Ликвидация
В лаосском политэмиграции усиливался раскол между приверженцами Ванг Пао и сторонниками Па Као Хэ. Это отразилось и на партизанском движении — отношения ELOL с союзниками по Neo Hom стали крайне негативными. Значительно сократилась и численность отрядов ELOL.
23 октября 2002 в таиландском городе Чианграй был убит Па Као Хэ. В качестве наиболее достоверной рассматривается версия межклановой борьбы Па Као Хэ с Ванг Пао. Потеряв лидера, ELOL практически распалась.

## Продолжение
Вооружённая борьба хмонгов не завершилась с прекращением деятельности ELOL. Руководство Чао Фа и командование боевыми отрядами принял ветеран «Секретной армии» Чонг Лор Хэ. Очередная вспышка боёв отмечалась в сентябре 2017. Под командованием Чонг Лор Хэ оставалось около ста человек, отчаянно сопротивлявшихся наступлению регулярной армии в районе горы Фубиа.